# Riserva regionale Valle del Foro
La riserva regionale Valle del Foro è stata un'area naturale protetta di 472 ha, istituita nel 1991 e situata nel comune di Pretoro, in provincia di Chieti.

## Descrizione

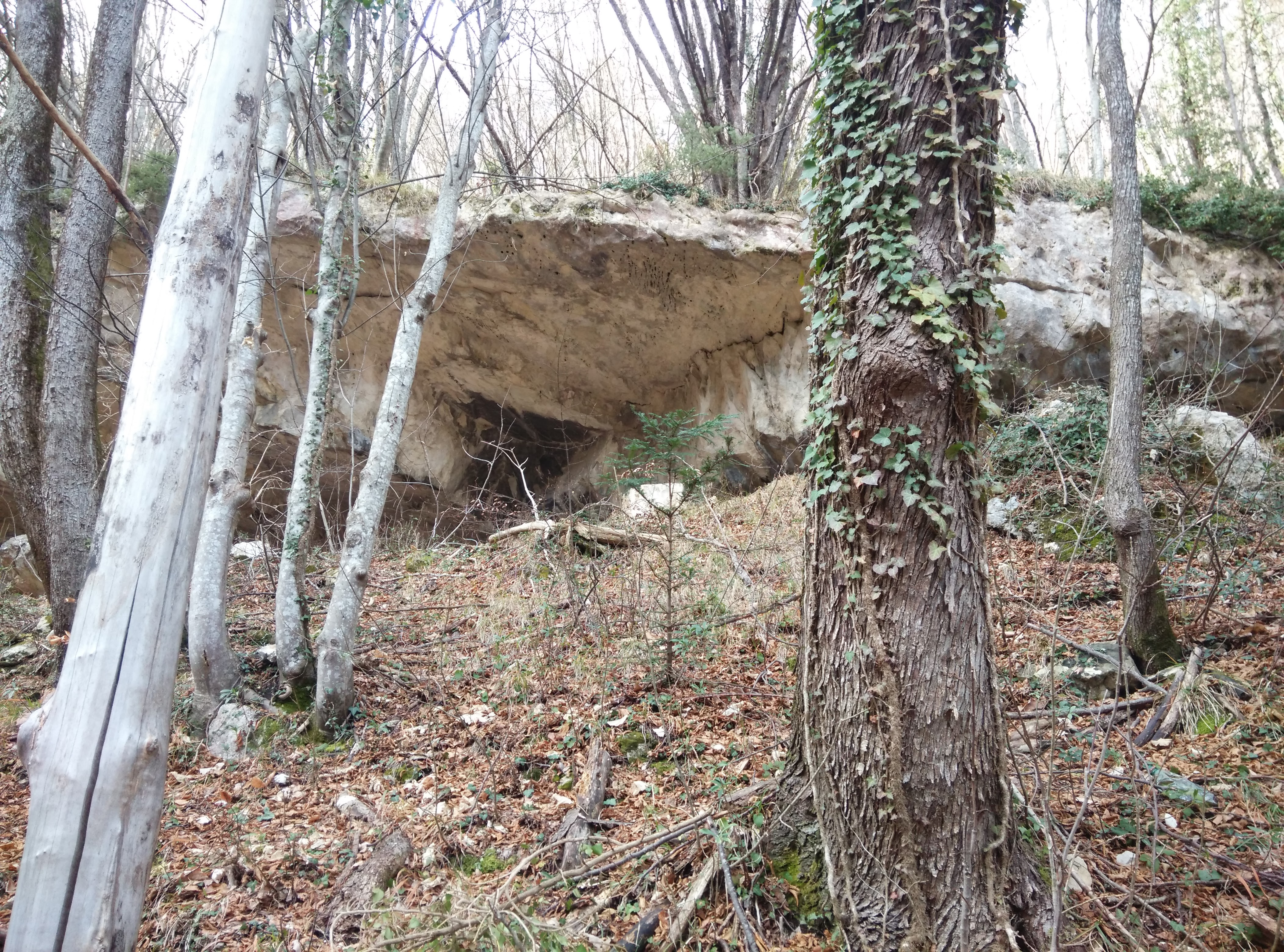
Accesso alla grotta dell'Eremita

La riserva occupa una superficie di 472 ha, pari a quasi 5 km², e ricade nel territorio del comune di Pretoro, suo gestore. Il proprio areale vede la presenza del fiume Foro, le cui acque hanno scavato nel corso del tempo l'omonima valle, che conferisce il nome all'area protetta e che in passato riforniva i centri abitati, i mulini e i torni della zona. I sentieri che attraversano la riserva si trovano ricoperti di alberi a fustaia (in particolare nella zona del bosco di Cesano e in località Asinara), utilizzati in passato per la lavorazione del legno o per ricavarne legna da ardere, mantenendo ciononostante il pieno rispetto dell'integrità dell'ambiente. Presenta inoltre nel proprio perimetro una delle faggete d'alto fusto più conservate del parco nazionale della Maiella. Nella parte alta della riserva, dove le pareti e le balze rocciose si rendono evidenti, si trovano caverne come la grotta dell'Eremita, frequentata in passato dagli uomini primitivi e dagli anacoreti.

## Storia
La riserva è stata istituita con legge regionale n. 75 del 4 dicembre 1991 come riserva naturale regionale, ma sempre nello stesso anno inclusa nel territorio del parco nazionale della Maiella e quindi abrogata nel 1999. La data del 1991 la rende la riserva del parco di più recente istituzione.

## Flora
La flora della riserva comprende per le piante erbacee e floreali, specie di bucaneve, colombina solida, erba trinità, felce aculeata, giglio martagone, lingua cervina, parnassia palustre e scilla silvestre, mentre per quanto riguarda le piante arboree, vi sono specie di acero campestre, agrifoglio, carpino nero, faggio, fior di stecco, olmo montano, orniello, pino nero (frutto di riforestamenti), pungitopo maggiore, sorbo, tasso e tiglio selvatico. Tra le specie di funghi presenti, vi è l'orecchio di Giuda.

## Fauna
La fauna della riserva annovera per i grandi e i piccoli mammiferi, specie di capriolo, lupo appenninico, martora, orso bruno marsicano, puzzola, scoiattolo e volpe, e tra gli uccelli, rapaci e non, specie di astore, balia dal collare, cincia bigia, cincia mora, cinciallegra, gufo reale, luì verde, picchio dalmatino, picchio dorsobianco e poiana. L'ittiofauna comprende specie di salamandra appenninica, simbolo della riserva, salamandrina settentrionale, tritone crestato e ululone dal ventre giallo per gli anfibi, mentre tra i pesci vi è la trota fario. Gli invertebrati presenti sono rappresentati dalla farfalla Parnassius apollo.